# Sant'Agata Bolognese
Sant'Agata Bolognese (Sant'Èghete in dialetto bolognese occidentale, Sant'Ègata in dialetto bolognese cittadino) è un comune italiano di 7 415 abitanti della città metropolitana di Bologna in Emilia-Romagna. Dal gennaio 2012 fa parte dell'Unione dei comuni Terre d'acqua.

## Storia
Ritirandosi il mare dalle pianure, sulle terre emerse chiamate Terramare si insediarono le prime civiltà originarie della Gallia, che abitavano sulle palafitte e vivevano di caccia e pesca.
Dagli scavi nella zona di Montirone sono emersi i segni degli antichi insediamenti abitativi dell'età del bronzo (1800 a.C.) e del villanoviano (800 a.C.). Agli albori dell'era cristiana venne fondata e prosperò la città di Otesia, municipio dell'Impero romano (Costantino 336 d.C. Regio VIII Aemilia), la cui popolazione era composta principalmente da derivazioni etrusche, Galli Boi e Romani. Nel V secolo i barbari di Attila venuti dal nord seminarono terrore e distrussero le città. Le popolazioni disperse dalle guerre costruirono i castelli di Adile, Montirone, Gruiglio, Veraso e altri, andati poi completamente distrutti. Il paese era meta di passaggio di commercianti, pellegrini in viaggio tra l'abbazia di Nonantola (costruita nel 752) e i luoghi sacri del Nord Europa, e da soldati delle milizie romane, per cui la fusione delle varie etnie è stata molto variegata.
Nel 1020 iniziò la costruzione del castello di Sant'Agata, l'attuale centro storico, con la torre ora torre campanaria, le due porte fortificate: quella "di sotto" (Porta Otesia), con le carceri, con il ponte levatoio, le mura e la fossa di difesa ora restaurati, e quella "di sopra". La torre venne poi completata nel 1189 sotto il regno dell'imperatore Federico Barbarossa.
Dalla metà del XII secolo, il territorio di Sant'Agata fece parte del Contado bolognese, seguendo le sorti del Comune di Bologna fino alla dominazione napoleonica: essendo al confine tra il Bolognese e il Modenese, Sant'Agata fu un avamposto difensivo sempre fedele a Bologna.
Nel 1300 venne completata la costruzione delle case con gli originali portici, e attorno a quell'epoca ebbe origine la Partecipanza agraria. 
Nel 1473 sorse l'Oratorio dello Spirito Santo con gli affreschi di scuola raffaellesca.
Nel 1568 fu inaugurato l'orologio, nel 1594 fu costruita la cosiddetta "chiesa dei frati" con l'annesso convento poi distrutto da Napoleone.
Sono del 1600 la chiesa parrocchiale con alcuni tesori d'arte e il palazzo Taruffi, ora sede comunale, con annesso il teatro del Bibiena. L'importante fiera o mercato nacque nel 1709, nel 1730 fu completata la copertura del "canal chiaro" che scorreva nel centro da porta a porta. È del 1797 l'insediamento della prima municipalità di Sant'Agata. Nel 1805, sotto il Regno Italico, Sant'Agata divenne un Comune indipendente, nel Cantone di San Giovanni in Persiceto e nel Distretto di Cento. Dopo la Restaurazione fece parte della Legazione di Bologna e nel Governo di San Giovanni in Persiceto, in qualità di appodiato di quest'ultimo. Nel 1827, con Motu Proprio di papa Leone, fu reistituita l'amministrazione comunale di Sant'Agata, sede di Podesteria. Dopo l'annessione al Regno di Sardegna, il 27 dicembre 1859 il Governatore delle Romagne Luigi Carlo Farini aggregò Sant'Agata alla provincia di Modena, ma a seguito delle proteste della popolazione l'anno successivo (15 dicembre 1860) la città ritornò definitivamente a far parte della provincia di Bologna. Con Regio decreto del 16 ottobre 1862, n. 923, la denominazione comunale fu modificata da Sant'Agata in Sant'Agata Bolognese.
Nel 1878 fu costruita la chiesa dell'Addolorata utilizzando il materiale della demolita Porta di Sopra. Molte antiche vestigia sono andate distrutte durante le guerre medioevali e fra le fazioni, le battaglie fra Bologna e Modena, nel corso dei diversi governi succedutosi nei secoli: Visconti, il potere Pontificio, il periodo Napoleonico e i governi dalla restaurazione all'unità d'Italia. Restano alcune residenze patrizie, come il palazzo Bargellini e antiche strutture militari come il "camerone".

### Simboli
Pur privo di una formale concessione, lo stemma di Sant'Agata Bolognese è in uso dal XVIII secolo e si può blasonare: d'azzurro, alla quercia d’oro, radicata in un terreno del medesimo. Ornamenti esteriori da Comune. Il gonfalone è un drappo di azzurro.

## Monumenti e luoghi d'interesse
- Chiesa dei Santi Andrea e Agata
- Porta Otesia
- Torre del Barbarossa

## Società

### Evoluzione demografica
Abitanti censiti

### Etnie e minoranze straniere
Al 31 dicembre 2023 gli stranieri residenti erano 708, pari al 9,13% della popolazione.

## Cultura
Ogni anno nel mese di luglio si svolgeva il festival Sonica Bassa Music Fest.

### Musei
- Museo Lamborghini

## Economia

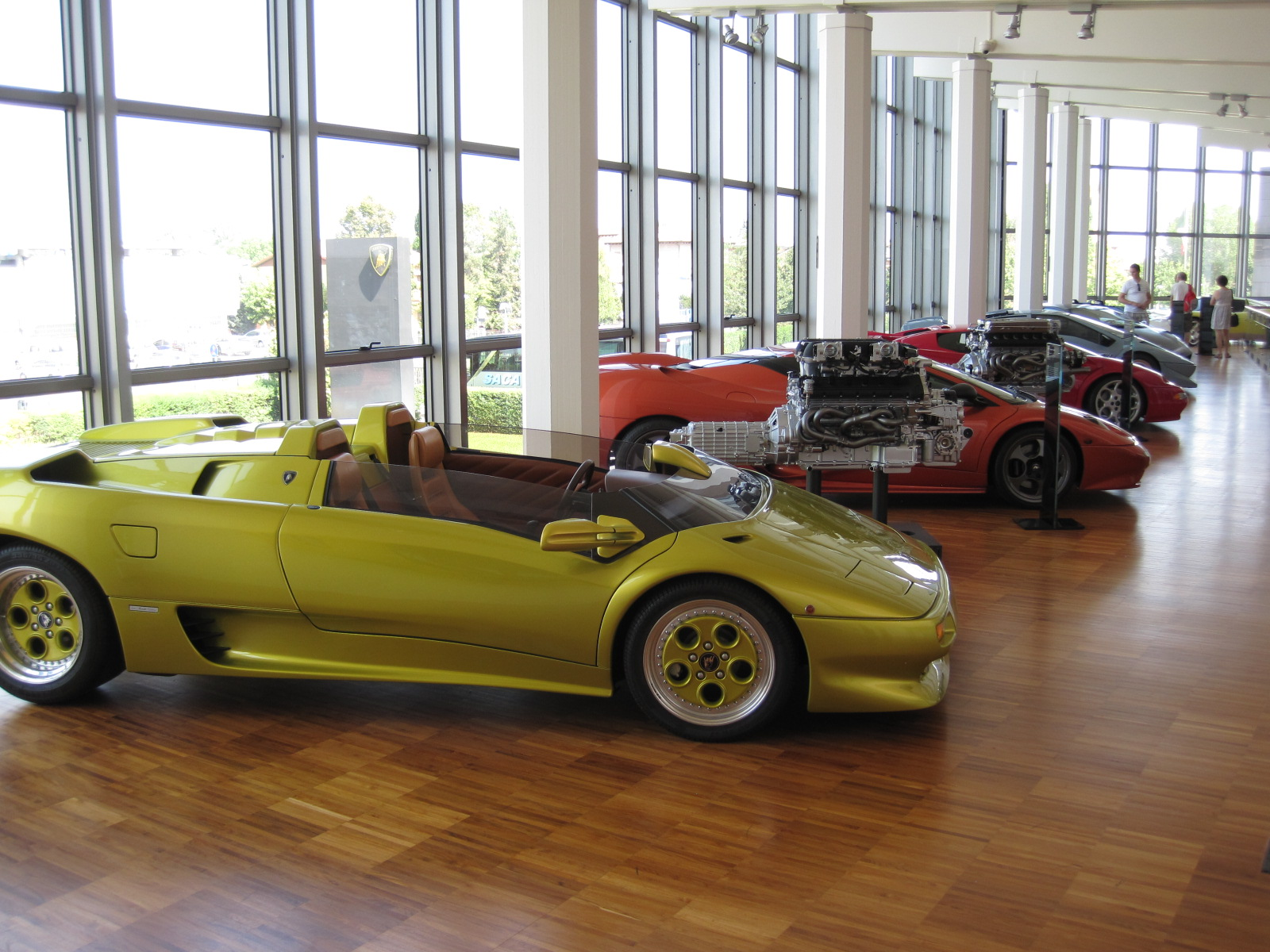
Museo Lamborghini

Sotto il profilo industriale Sant'Agata Bolognese è nota per ospitare la sede della Lamborghini. Il museo annesso alla fabbrica è una conosciuta meta turistica.

## Amministrazione
- Classificazione climatica: zona E, 2187 GR/G

Di seguito è presentata una tabella relativa alle amministrazioni che si sono succedute in questo comune.
| Periodo           | Periodo           | Primo cittadino    | Partito                                   | Carica  | Note  |
| ----------------- | ----------------- | ------------------ | ----------------------------------------- | ------- | ----- |
| 22 gennaio 1988   | 30 giugno 1990    | Gilberto Canu      | PCI                                       | Sindaco | [ 9 ] |
| 30 giugno 1990    | 20 settembre 1993 | Gilberto Canu      | PCI, PDS                                  | Sindaco | [ 9 ] |
| 29 settembre 1993 | 24 aprile 1995    | Claudio Felicani   | PDS                                       | Sindaco | [ 9 ] |
| 24 aprile 1995    | 14 giugno 1999    | Claudio Felicani   | centro-sinistra                           | Sindaco | [ 9 ] |
| 14 giugno 1999    | 14 giugno 2004    | Claudio Felicani   | lista civica                              | Sindaco | [ 9 ] |
| 14 giugno 2004    | 8 giugno 2009     | Daniela Occhiali   | Solid. progresso                          | Sindaco | [ 9 ] |
| 8 giugno 2009     | 26 maggio 2014    | Daniela Occhiali   | lista civica                              | Sindaco | [ 9 ] |
| 26 maggio 2014    | 27 maggio 2019    | Giuseppe Vicinelli | lista civica Uniti per S. Agata Bolognese | Sindaco | [ 9 ] |
| 27 maggio 2019    | 08 giugno 2024    | Giuseppe Vicinelli | lista civica Uniti per S. Agata Bolognese | Sindaco | [ 9 ] |
| 09 giugno 2024    | in carica         | Giuseppe Vicinelli | lista civica Uniti per S. Agata Bolognese | Sindaco | [ 9 ] |